# James Joseph Sylvester
James Joseph Sylvester FRS HFRSE (n. 3 septembrie 1814, Londra, Regatul Unit al Marii Britanii și Irlandei – d. 15 martie 1897, Londra, Regatul Unit al Marii Britanii și Irlandei) a fost un matematician englez. El a adus contribuții fundamentale la teoria matricilor, la teoria invarianților, teoria numerelor, teoria partițiilor și combinatorică. A jucat un rol important în matematica americană în jumătatea ulterioară a secolului al XIX-lea ca profesor la Universitatea Johns Hopkins și ca fondator al Jurnalului American de Matematică.
I s-a atribuit o prestigioasă distincție științifică, Medalia Copley în 1880 de Royal Society.
Este autorul unor termeni matematici ca matrice, graf etc.